# كراش تيم رامبل
كراش تيم رامبل (بالإنجليزية: Crash Team Rumble) هي لعبة فيديو حركية تم تطويرها بواسطة تويز فور بوب ونشرها بواسطة أكتيفجن، ومن المقرر إطلاقها في عام 2023. اللعبة هي أحدث إصدار في سلسلة كراش بانديكوت، وتضم العديد من أعضاء فريق اللعبة كشخصيات قابلة للعب. تضع طريقة اللعب فريقين من اللاعبين في مواجهة بعضهما البعض أثناء قيامهم بتخزين ومبا فروت (Wumpa Fruit) بينما يعيقون جهود الفريق المنافس.

## طريقة اللعب
كراش تيم رامبل هي لعبة حركية تعتمد على فريق رباعي مقابل أربعة يمكن اللعب فيها بعدد من شخصيات كراش بانديكوت، بما في ذلك كراش، كوكو، تاونا، كورتيكس ودينغودايل. يجب على اللاعبين التقاط ومبا فروت أكثر من الفريق الآخر للمطالبة بالنصر. بالإضافة إلى إيداع ومبا فروت الخاصة بهم في منطقة الإنزال، يجب على اللاعبين أيضًا الدفاع عن منطقة إنزال خصمهم لمنعهم من إيداع الإمدادات الخاصة بهم. كل شخصية لديها مهارات وقدرات فريدة من نوعها لمحاربة الفريق المنافس. تتميز اللعبة باللعب المشترك عبر المنصات.

## تطوير وإصدار
تم الإعلان عن كراش تيم رامبل عبر مقطع دعائي لأول مرة في حفل ذا غيم أووردز (جوائز اللعبة) في 8 ديسمبر 2022، مع إصدار متوقع لعام 2023 لأجهزة بلاي ستيشن 4، بلاي ستيشن 5، إكس بوكس ون وإكس بوكس سيريس إكس/إس. هذا هو أحدث عنوان لكراش بانديكوت تم تطويره بواسطة تويز فور بوب بعد كراش بانديكوت 4: إتز أباوت تايم.

## روابط خارجية
- كراش تيم رامبل على موقع IMDb (الإنجليزية)
- الموقع الرسمي